# قصة ليزي (مسلسل قصير)
قصة ليزي (بالإنجليزية: Lisey's Story) مسلسل درامي رعب أمريكي مبني على رواية عام 2006 التي تحمل نفس العنوان للكاتب ستيفن كينج. المسلسل من تأليف كينغ وإخراج بابلو لارين وإنتاج جيه جيه أبرامز. من النجوم جوليان مور في دور البطولة. تم عرض قصة ليزي لأول مرة في 4 يونيو 2021 على منصة آبل تي في بلس.

## طاقم التمثيل
رئيسي
- جوليان مور: في دور ليزي لاندون
- كليف أوين: في دور سكوت لاندون
- جوان ألين: في دور أماندا ديبوشر
- داني دسهان: في دور في دور جيم دولي
- جينيفر جيسون لي: في دور دارلا ديبوشر

متكرر
- رون سيفاس جونز: في دور البروفيسور روجر دشمئيل
- سونغ كانغ: في دور الضابط دان بوكمان
- بيتر سكولاري: في دور ديف ديبوشر
- ويل بريل: في دور جيرد ألين كول
- عمر متولي: في دور د. هيو البرنس
- مايكل بيت: في دور أندرو لاندون[5]

## تطور إنتاج المسلسل
أعرب ستيفن كينج في أغسطس 2017، عن اهتمامه برؤية رواياته تظهر كمسلسلات تلفزيونية، وقال: «قصة ليزي هي المفضلة لدي من بين الكتب وأود أن أرى ذلك، خاصة الآن بعد أن أصبح هناك نوع من الانفتاح على خدمات البث التلفزيوني وشبكات الكابل. هناك المزيد من الحرية للقيام بالأشياء الآن، وعندما ينشأ فيلم من كتاب، هناك شيء اسمه الجلوس على حقيبة سفر. هذا هو المكان الذي تحاول فيه وضع كل الملابس في وقت واحد وحقيبة السفر لن تغلق. لذلك من الصعب أن تأخذ كتابًا مزخرفًا بالكامل، وأن تفعل ذلك في غضون ساعتين و 10 دقائق ليكون فيلماً، ولكن كمسلسل تلفزيوني لديك 10 ساعات».
تم الإعلان في أبريل 2019، عن حصول شركة آبل انكوربوريشان على حقوق الرواية ومنحها أمرًا مباشرًا من ثماني حلقات للبث على قناة آبل تي في بلس، بشرط ان يكتب ستيفن كينج كل الحلقات.
وقع بابلو لارين في أغسطس 2019، لإخراج المسلسل القصير، وفي فبراير 2020، أُعلن عن انضمام داريوس خنجي إلى المسلسل كمصور سينمائي.
أسند دور البطولة للممثلة جوليان مور في دور ليزي. تمت إضافة كلايف أوين إلى فريق الممثلين في أكتوبر 2019، مع انضمام جوان ألين ودين ديهان في نوفمبر، وانضمام سونغ كانغ في ديسمبر. تم الكشف عن جينيفر جيسون لي في يناير 2020، لتكون في فريق التمثيل. عندما أعلنت شركة آبل عن أول نظرة على قصة ليزي في فبراير 2021، تم الكشف أيضًا عن أن رون سيفاس جونز كان ضمن طاقم التمثيل.

## التصوير والإصدار
بدأ التصوير في أكتوبر 2019 في منزل "فان ليو سويدام" التاريخي في بلدة فرانكلين، بمقاطعة سومرست، بولاية نيو جيرسي، وانتقل التصوير في ديسمبر 2019، إلى قرية توكاهو، في مقاطعة وستتشيستر بنيويورك، وفي منتصف مارس 2020، تم وقف التصوير بسبب جائحة كوفيد 19. قال لارين: "كان ينقصنا أسابيع قليلة لإنهاء التصوير قبل حدوث الإغلاق، وفي سبتمبر 2020، قالت جوليان مور أن تصوير دورها قد اكتمل.
أعلنت شركة أبل في 6 يناير 2021، أن المسلسل سيعرض لأول مرة في عام 2021، وفي الشهر التالي، كشفت شركة آبل عن أول لقطات للمسلسل، حيث تم الإعلان عن العرض في منتصف عام 2021.

## أحداث المسلسل
تشاهد ليزي (جوليان مور) مقتل زوجها سكوت لاندون (كلايف أوين)، الروائي الشهير، أمام عينيها مباشرة. لكن إحجام ليزي عن التخلي عن أعماله غير المنشورة أثار استياء الأكاديمي (رون سيفاس جونز) الذي يسعى لوضع يده على مؤلفات الراحل. يقفز السرد الكثيف للمسلسل عبر الزمن، حيث يستمر الراحل «سكوت» في الظهور لليزي، ويقدم نصائح غامضة وأدلة غامضة حول ما ستحتاج إليه للتعامل مع التهديدات التي تواجهها، والتبادلات التي تتكشف بشكل كبير من خلال السريالية. والصور الخارقة للطبيعة، إضافة إلى ذلك، فإن أخت ليزي الجامدة والمؤسسية (جوان ألين)، تظهر في الأحداث، وكذلك المستويات البشعة جدًا من العنف والتسلسل العرضي، يستكشف المسلسل موضوعات حول ثمن الشهرة، والمعجبين، وفي المقام الأول عمليات الحب والخسارة والحزن، مع لمحات من الرومانسية العالية. تكتشف ليزي ببطء، وعلى مدار الحلقات، الأسرار الرهيبة من ماضي سكوت.

## استقبال المسلسل
منح موقع الطماطم الفاسدة المسلسل تقييماً مقداره 47% بناءاً على آراء 34 ناقداً سينمائياً، وكتب لإجماع نقاد الموقع: «على الرغم من الأداء الرائع لجوليان مور، فإن قصة ليزي مثقلة بالاعتماد المفرط على مصدرها ووتيرتها البطيئة».
منح موقع ميتاكريتيك المسلسل تقييماً مقداره 48% بناءاً على آراء 19 ناقد.
منح نيل آلين، من بلاي ليست، المسلسل درجة  "-B" وكتب: «لا لبس في أن هذا المسلسل القصير هو للكاتب ستيفن كينج... وضع كينج ولارين في نفس المشروع ينتج عنه العديد من المكافآت، خاصة وأن النصف الأول المغناطيسي يصبح غامضًا بشكل رائع مع نهج كينج في رواية القصص».
كتب موقع روجر إيبرت: «بمساعدة من مصمم الإنتاج جاي هندريكس دياس وفريق الصوت في المسلسل، يقدم المخرج بابلو لارين في كل حلقة لحظات من التوتر والاحتقان غير المحتملين، والقصة التي ينشئها كينج هي قصة جذابة، لكن الإحباط النهائي الذي طال أمده لقصة ليزي هو غموضها بدلاً من الدقة، وعدم قدرتها على التوفيق بين نصفيها من الرومانسية والرعب في جزء كامل متماسك ومُرضٍ»، ومنح الموقع المسلسل 2 ونصف نجمة من أصل 4 نجوم.
كتب موقع إيه بي سي إنترتينمنت: «هناك أشياء كثيرة تعمل بشكل جيد: ما يُقصد به أن يكون مخيفًا هو أمر مخيف، والمقصود منه أن يلمس القلب، يسبب فعلاً لمس القلب، ومور، التي تجيد دائمًا لعب دور النساء اللواتي يحاولن إظهار الهدوء، في حالة جيدة، لكن قد يتساءل المشاهدون عما يضاف إليه من وراء كل هذا، لماذا كانت هذه النظرة غير المتوازنة... إن المزج بين الواقعية والخيال بعيد كل البعد عن السلاسة: فالأخير دائمًا ما يفوز».

## روابط خارجية
- قصة ليزي (مسلسل قصير) على موقع IMDb (الإنجليزية)
- قصة ليزي (مسلسل قصير) على موقع ميتاكريتيك (الإنجليزية)
- قصة ليزي (مسلسل قصير) على موقع روتن توميتوز (الإنجليزية)
- قصة ليزي (مسلسل قصير) على موقع قاعدة بيانات الأفلام العربية
- قصة ليزي (مسلسل قصير) على موقع كينوبويسك (الروسية)
- قصة ليزي (مسلسل قصير) على موقع ألو سيني (الفرنسية)
- قصة ليزي (مسلسل قصير) على موقع قاعدة بيانات الفيلم (الإنجليزية)